# أركيجينيس
أركيجينيس أو أَرْسَاجَانِيس أو أَرْكَاغَانِيس، كان من الأطباء السوريين القدماء البارزين، الذين عاشوا في القرنين الأول والثاني للميلاد.
كان الأكثر شهرة بين أتباع طائفة الأطباء الإكليكتكيين (الانتقائيين)، وكان من مواليد أفاميا في سوريا. مارس الطب في رومافي زمن الإمبراطور تراجان في الفترة الواقعة ما بين 98-117 م، حيث كان يتمتع بسمعةٍ حسنةٍ جداً بفضل المهارة المهنية التي أبداها. ومع ذلك فقد كان يُؤخذ عليه بأنه كان مولعاً بإدخال مصطلحاتٍ جديدةٍ وغامضةٍ في العلم، وبأنه حاول إعطاء الكتابات الطبية شكلاً جدليا، ما أنتج دقةً في المظهر بدلاً من الواقع. نشر أركيجينيس دراسةً حول النبض، وقد قام جالينوس بكتابة تعليقٍ عليها، حيث كان يبدو أنها تحتوي على عدد من الفروقات الدقيقة والخفية، وكثير منها لم يكن له وجودٌ حقيقي، وكانت في معظمها نتيجة لتصورٍ مسبق أكثر من كونها حصيلة مراقبةٍ فعلية، ونفس الملاحظة يمكن تطبيقها على الترتيب الذي اقترحه لأنواع الحمّى.
غير أنه لم يكن يتمتع بدرجةٍ كبيرة من ثقة الناس في حياته فحسب، بل لقد ترك وراءه أيضاً عدداً من التّابعين، والذين ولسنواتٍ عديدة، حافظوا على مرتبةٍ محترمةٍ في مهنتهم.
تم الاحتفاظ بعناوين العديد من أعماله، والتي لم يتبقى منها سوى عددٌ قليلٌ من المقتطفات. بعضٌ منها حُفظ بفضل مؤلفين قدماء آخرين، وبعضها لا يزال على شكل مخطوطةٍ  في مكتبة الملك في باريس (King's Library). صُنف أركيجينيس من قبل بعض الكتاب كواحدٍ من أتباع مذهب البنيموتيكيين (الروحيين).

ذكره جوفينال في مجموعة أشعاره الهجائية (Satires [الإنجليزية]).